# 블라디미르주
블라디미르주(러시아어: Влади́мирская о́бласть 블라디미르스카야 오블라스티[*])는 러시아의 연방주체 (주)이다. 그것의 행정중심은 블라디미르의 도시이다. 모스크바의 동쪽에 190 킬로미터 (120 mi)에 위치한다. 2010년 인구 조사 기준으로 주의 인구는 1,443,693명이었다.
유네스코 세계유산 목록에는 12세기에 지어진 블라디미르, 수즈달, 보골류보보, 키덱샤의 대성당이 포함되어 있다.

## 지리
모스크바주, 야로슬라블주, 이바노보주, 랴잔주와 니즈니노브고로드주에 접해 있다.

### 시간대
모스크바 시간 (MSK/MSD)에 접해 있다. UTC와의 시차는 +0300 (MSK)/+0400 (MSD)이다.

## 행정 구역

### 군
- 알렉산드롭스키군
- 고로호베츠키군
- 구시흐루스탈니군
- 카메시콥스키군
- 키르자치스키군
- 콜추긴스키군
- 코브롭스키군
- 멜렌콥스키군
- 무롬스키군
- 페투신스키군
- 셀리바놉스키군
- 소빈스키군
- 수도고츠키군
- 수즈달스키군
- 뱌즈니콥스키군
- 유리예프폴스키군

## 인구
블라디미르주는 거의 대부분의 주민이 러시아인이다.
| 민족           | 2002년도의 인구 수 (*보관됨 2012-01-26 - 웨이백 머신) |
| -------------- | ----------------------------------------------------- |
| 러시아인       | 1443,9                                                |
| 우크라이나인   | 16,8                                                  |
| 타타르인       | 8,7                                                   |
| 벨라루스인     | 5,7                                                   |
| 아르메니아인   | 5,0                                                   |
| 모르드바인     | 3,6                                                   |
| 아제르바이잔인 | 3,1                                                   |
| 추바시인       | 2,3                                                   |
| 집시           | 2,3                                                   |
| 몰도바인       | 2,1                                                   |
| 독일인         | 1,4                                                   |
| 조지아인       | 1,0                                                   |
| 마리인         | 1,0                                                   |

| 연도                | 인구      | ±%     |
| ------------------- | --------- | ------ |
| 1897                | 1,515,691 | —      |
| 1926                | 1,321,140 | −12.8% |
| 1939                | 1,351,419 | +2.3%  |
| 1959                | 1,402,910 | +3.8%  |
| 1970                | 1,510,913 | +7.7%  |
| 1979                | 1,580,382 | +4.6%  |
| 1989                | 1,653,938 | +4.7%  |
| 2002                | 1,523,990 | −7.9%  |
| 2010                | 1,443,693 | −5.3%  |
| 2021                | 1,348,134 | −6.6%  |
| Source: Census data |           |        |